# Portugal op het Eurovisiesongfestival 2021
Portugal nam deel aan het Eurovisiesongfestival 2021 in Rotterdam, Nederland. Het was de 52ste deelname van het land aan het Eurovisiesongfestival. De RTP was verantwoordelijk voor de Portugese bijdrage voor de editie van 2021.

## Selectieprocedure
Zoals de traditie het wou koos Portugal zijn bijdrage voor het Eurovisiesongfestival ook dit jaar via het Festival da Canção. Er werden twee halve finales georganiseerd, op 20 en 27 februari 2021, en een finale op 6 maart 2021. Er namen twintig artiesten deel, verdeeld over de twee halve finales. Achttien van hen werden door RTP uitgenodigd om deel te nemen, de overige twee tickets gingen naar twee van de 693 artiesten die zich via de open inschrijving hadden aangemeld.
De drie shows werd uitgezonden vanuit de RTP-studio's in Lissabon. In de halve finales werd de helft van de punten verdeeld door een vakjury, de andere helft door het publiek via televoting. In geval van een gelijkstand gaf de voorkeur van de vakjury de doorslag. Vijf deelnemers per halve finale stootten door naar de finale.
In de finale werd de helft van de punten verdeeld door zeven regionale jury's, en de andere helft door de televoters. Ditmaal gaf de voorkeur van het publiek de doorslag in geval van een gelijkstand. Uiteindelijk viel de keuze op The Black Mamba met Love is on my side. Het was voor het eerst in de geschiedenis dat Portugal koos voor een nummer dat niet (gedeeltelijk) in het Portugees werd vertolkt.

## Festival da Canção 2021

### Halve finales
20 februari 2021
| Plaats | Artiest                | Lied                     | Jury | Publiek | Totaal |
| ------ | ---------------------- | ------------------------ | ---- | ------- | ------ |
| 1      | The Black Mamba        | Love is on my side       | 10   | 12      | 22     |
| 2      | Sara Afonso            | Contramão                | 12   | 7       | 19     |
| 3      | Valéria                | Na mais profunda saudade | 6    | 10      | 16     |
| 4      | Karetus & Romeu Bairos | Saudade                  | 7    | 8       | 15     |
| 5      | Fábia Maia             | Dia lindo                | 8    | 2       | 10     |
| 6      | Miguel Marôco          | Girassol                 | 3    | 5       | 8      |
| 7      | Ian                    | Mundo                    | 4    | 4       | 8      |
| 8      | Irma                   | Livros                   | 5    | 3       | 8      |
| 9      | Nadine                 | Cheguei aqui             | 1    | 6       | 7      |
| 10     | Mema                   | Claro como água          | 2    | 1       | 3      |

27 februari 2021
| Plaats | Artiest            | Lied                 | Jury | Publiek | Totaal |
| ------ | ------------------ | -------------------- | ---- | ------- | ------ |
| 1      | Carolina Deslandes | Por um triz          | 12   | 10      | 22     |
| 2      | Neev               | Dancing in the stars | 8    | 12      | 20     |
| 3      | Joanna Alegre      | Joana do mar         | 7    | 8       | 15     |
| 4      | Eu Clides          | Volte-face           | 10   | 3       | 13     |
| 5      | Pedro Gonçalves    | Não vou ficar        | 3    | 7       | 10     |
| 6      | Ana Tereza         | Como um abraço       | 5    | 4       | 9      |
| 7      | Ariana             | Mundo melhor         | 6    | 1       | 7      |
| 8      | Graciela           | A vida sem acontecer | 2    | 6       | 8      |
| 9      | Da Chick           | I got music          | 1    | 5       | 6      |
| 10     | Tainá              | Jasmim               | 4    | 2       | 6      |

### Finale
6 maart 2021
| Plaats | Artiest                | Lied                     | Jury | Publiek | Totaal |
| ------ | ---------------------- | ------------------------ | ---- | ------- | ------ |
| 1      | The Black Mamba        | Love is on my side       | 10   | 10      | 20     |
| 2      | Carolina Deslandes     | Por um triz              | 12   | 8       | 20     |
| 3      | Neev                   | Dancing in the stars     | 5    | 12      | 17     |
| 4      | Sara Afonso            | Contramão                | 8    | 5       | 13     |
| 5      | Valéria                | Na mais profunda saudade | 3    | 7       | 10     |
| 6      | Karetus & Romeu Bairos | Saudade                  | 4    | 6       | 10     |
| 7      | Joana Alegre           | Joana do mar             | 6    | 3       | 9      |
| 8      | Eu Clides              | Volte-face               | 7    | 2       | 9      |
| 9      | Pedro Gonçalves        | Não vou ficar            | 1    | 4       | 5      |
| 10     | Fábia Maia             | Dia lindo                | 2    | 1       | 3      |

## In Rotterdam
Portugal trad aan in de tweede halve finale, op donderdag 20 mei 2021. The Black Mamba was als twaalfde van zeventien acts aan de beurt, net na Anxhela Peristeri uit Albanië en gevolgd door Victoria uit Bulgarije. Portugal eindigde uiteindelijk op de vierde plaats met 239 punten, en zag zich zo verzekerd van een plek in de finale.
In de finale was The Black Mamba als zevende van 26 acts aan de beurt, net na Destiny Chukunyere uit Malta en gevolgd door Hurricane uit Servië. Portugal eindigde uiteindelijk op de twaalfde plek, met 153 punten.
1964 · 1965 · 1966 · 1967 · 1968 · 1969 · 1970 · 1971 · 1972 · 1973 · 1974 · 1975 · 1976 · 1977 · 1978 · 1979 · 1980 · 1981 · 1982 · 1983 · 1984 · 1985 · 1986 · 1987 · 1988 · 1989 · 1990 · 1991 · 1992 · 1993 · 1994 · 1995 · 1996 · 1997 · 1998 · 1999 · 2000 · 2001 · 2002 · 2003 · 2004 · 2005 · 2006 · 2007 · 2008 · 2009 · 2010 · 2011 · 2012 · 2013 · 2014 · 2015 · 2016 · 2017 · 2018 · 2019 · 2020 · 2021 · 2022 · 2023 · 2024 · 2025
Albanië · Australië · Azerbeidzjan · België · Bulgarije · Cyprus · Denemarken · Duitsland · Estland · Finland · Frankrijk · Georgië · Griekenland · Ierland · IJsland · Israël · Italië · Kroatië · Letland · Litouwen · Malta · Moldavië · Nederland · Noord-Macedonië · Noorwegen · Oekraïne · Oostenrijk · Polen · Portugal · Roemenië · Rusland · San Marino · Servië · Slovenië · Spanje · Tsjechië · Verenigd Koninkrijk · Zweden · Zwitserland